# Ponta de Campina
Ponta de Campina é uma praia e bairro localizado no município de Cabedelo, no estado da Paraíba, Brasil. Faz parte da região metropolitana de João Pessoa e destaca-se por suas areias douradas, mar tranquilo, e ambiente voltado para o turismo familiar.

## Geografia e localização
Ponta de Campina está situada na costa norte da Paraíba, a cerca de 18 km de João Pessoa, entre a Praia do Poço e Camboinha. Sua orla litorânea apresenta um trecho extenso de areia clara, com águas rasas que se aprofundam gradualmente, favorecendo o banho de mar em famílias.

## Características do mar e uso recreativo
O mar é geralmente calmo, especialmente em dias de pouco vento, o que torna o local ideal para crianças e banhistas menos experientes. Durante a maré baixa, torna-se comum estender-se até onde a profundidade é rasa, enquanto na maré cheia as ondas podem ficar mais fortes . O local também é procurado para práticas como windsurf, skysurf e passeios de caiaque.

## Infraestrutura e serviços
No entorno de Ponta de Campina, há grande oferta de acomodações, desde apartamentos de temporada em condomínios de frente para o mar até pousadas com piscina e serviços variados. Restaurantes e bares à beira-mar, como o “Lovina Ponta de Campina”, oferecem música ao vivo e culinária regional, embora com preços ligeiramente acima da média.

## Acesso e mobilidade
O acesso é feito principalmente por estrada, com estacionamento disponível tanto em ruas próximas quanto em áreas pagas na orla. A região é servida por transporte coletivo intermunicipal, facilitando a ligação com João Pessoa e outras praias vizinhas.

## Turismo e atrações
Ponta de Campina é ponto de partida para passeios à Ilha da Areia Vermelha, um banco de areia que surge na maré baixa e atrai visitantes interessados em conhecer a vida marinha local. Nas proximidades, encontram-se também a Praia do Poço, Camboinha e a tradicional Praia do Bessa, com ampla infraestrutura turística e comercial.

## Comunidade e estilo de vida
O bairro possui uma atmosfera tranquila, voltada ao público familiar, veranistas e aposentados. Seu ambiente combina ares de balneário com comunidade residencial local.

### Dados resumidos
| Item                  | Informações                                                                 |
| --------------------- | --------------------------------------------------------------------------- |
| Localização           | Cabedelo, Paraíba, Brasil                                                   |
| Clima                 | Tropical, com temperaturas médias em torno de 27 °C                         |
| Mar                   | Geralmente calmo na maré baixa, cache as ondas na maré cheia                |
| Principais atividades | Banho de mar, windsurf, skysurf, caiaque, passeios à Ilha da Areia Vermelha |
| Acomodações           | Condominios de temporada, apartamentos de temporada, pousadas               |
| Gastronomia           | Restaurantes e quiosques, destaque para frutos do mar                       |
| Acesso                | Por estrada, transporte coletivo disponível, estacionamento pago e gratuito |
| Público               | Férias em família, turistas, comunidade local                               |